# Ранчово градище
Ранчово градище е крепост на около 2 километра южно от Перник.
Крепостта е била връзката на Пернишката крепост с крепостите из Голо бърдо и е охранявала левия бряг на река Струма.
Заедно с крепостите Голямо градище и Малко градище тя е сред многото спомагателни крепости към крепостта Перник, скътани в труднопроходимата по онова време планина Голо бърдо. Охранявала е левия бряг на река Струма. Тези 3 крепости се намират в околностите на хижа „Славей“.
Тя е сред многото спомагателни крепости заедно с Голямо градище и Малко градище, построени около основната Пернишка крепост. Техните планински локации са ги правили много трудно достъпни за времената, когато са построени.
Изградена е на самостоятелно възвишение със подчертано стратегическо местоположение, като има отлична видимост на всички страни. Крепостта е заемала най-високата част и е обхващала площ от около 3 дка. В днешно време теренът на крепостта е заравнен, а останките от крепостта – унищожени. В миналото преди заравнянето на обекта ясно са се виждали крепостните стени и останките от сгради по терена. Според Ив. Велков и П. Делирадев, които са посетили обекта преди неговото унищожаване, тя е преден пост на крепостния възел Голо бърдо и е имала главна роля в охраната на Пернишката крепост. Материалите за изработването на Ранчово градище са аналогични на материалите от Пернишката крепост. Определено крепостта е била в крепостен възел заедно с Малко градище, Голямо градище и Кастелът. Крепостта е най-достъпна от Перник. Благодарение на нея и на останалите крепости от отбранителния кръг около Перник, основният град е бил в състояние да устои на чужди завоеватели. 
Крепостта Перник не би имала силата да се противопостави така ефективно на чуждите завоеватели, ако не е съществувала мрежата от помощни крепости, скътани в непристъпните тогава дебри на планината Голо бърдо. 
Голямо градище е била най-голямата крепост в Голо бърдо. Имала е формата на елипса с размери 150 на 100 метра. Малко градище е отделена от Голямо градище от дълбок дол. Тя е било по-малка, но с двата си реда стени и землени валове е подпомагала системата от крепости.
Останките от късноантична и средновековна крепост Ранчово градище се намират на връх Кобила, на 6,27 km североизточно по права линия от центъра на гр. Радомир и на 0,5 km западно по права линия от хижа Славей. До нея води 4-километров асфалтов път, а от жп гара Перник можете да се стигне за около 1,5 часа пеша. Историци определят крепостта като средновековна.